# NGC 262

NGC 262

مجرة ماركارين 348 (بالأنجليزية:NGC 262) هي مجرة فائقة عملاقة تقع علي بعد 202 مليون سنة ضوئية عن الأرض (في كوكبة المرأة المسلسلة)
وهي ثاني أكبر مجرة مرصودة في الكون المرئي
تمتلك هذة المجرة الفائقة قطر يساوي 2,6 مليون سنة ضوئية (2.46*10^19 كيلو متر)
تحتوي علي قرابة 15 تريليون نجم (1.5*10^13 نجم)
هي مجرة غير عادية لأنها أكبر 10 مرات من مجرة لولبية عادية من نوعها،
قدرها الظاهري يساوي 13.1